# Махов Колодезь
Махов Колодезь — село (с 2015) в Большесолдатском районе Курской области. Входит в Большесолдатский сельсовет.

## География
Село находится на реке Воробжа, в 67 километрах к юго-западу от Курска, в 7 км южнее районного центра и центра сельсовета — села Большое Солдатское. К югу к селе примыкает деревня Растворово.
Улицы
В селе улицы: Молодёжная (8 домов), Новосёловка (23 дома), Полевая (6 домов), Садовая (8 домов), Соловьиная (16 домов), Тенистая (6 домов), Центральная (29 домов), Школьная (17 домов).
Климат
Село, как и весь район, расположена в поясе умеренно континентального климата с тёплым летом и относительно тёплой зимой.

## История
Первое упоминание о деревне Махов Колодезь относится к 1676 г.
В Московском Государственном архиве хранится запись, где сказано: «отдать спорные земли между с. Растворово д. Мохов Колодезь Грегорию Бахтиярову со товарищи».
Само название населённого пункта состоит из двух слов: «Колодезь» — место где берёт начало река, действительно в данной местности очень много ключей из которых вытекают небольшие речушки. «Мохов» — потому что по берегам этих колодезей в изобилии растёт мох.
По рассказам старожила д.Махов Колодезь Рыжковой Агрипины Ивановны выше балки Ржаной был мощный источник воды, который в результате конфликта с жителями д.Бирюковка был забит шерстью овец и иссяк. Она утверждала, что этот родник видел её отец. Устье родника было размером с ведро. Сейчас это место сухое. Ниже есть небольшие родники. В 60-е годы вся долина была сухая и была на лугу дорога. В 80-е появились родники и лог заболотился.
Махов Колодезь не имело своей церкви, поэтому носило до 2015 года статус деревни.

## Население
| 2002 | 2010 |
| ---- | ---- |
| 202  | ↘194 |

## Достопримечательности
- Памятник погибшим воинам-односельчанам[7]

## Транспорт
Махов Колодезь находится в 7 км от автодороги регионального значения 38К-004 (Дьяконово — Суджа — граница с Украиной), в 2 км от автодороги межмуниципального значения 38Н-082 (38К-004 — Будище), в 16 км от ближайшего ж/д остановочного пункта Конопельки (линия Льгов I — Подкосылев).